# جام ملت‌های آمریکای جنوبی ۱۹۱۹
جام ملت‌های آمریکای جنوبی ۱۹۱۹ (انگلیسی: 1919 South American Championship) سومین دوره جام ملت‌های آمریکای جنوبی بود که با حضور چهار تیم برزیل، آرژانتین، شیلی و اروگوئه به عنوان قهرمان دوره قبل از تاریخ ۱۱ تا ۲۹ مه ۱۹۱۹ در شهر ریودوژانیرو کشور برزیل برگزار شد. در این دوره تیم میزبان موفق شد با شکست اروگوئه در فینال قهرمان این دوره از مسابقات شود. این جام اولین سنگ بنای افتخارات فوتبال برزیل در جهان است. 
میزبان برزیل پس از پایان تساوی در موقعیت‌های گروه، اروگوئه را در بازی پلی آف شکست داد و نخستین عنوان قهرمانی خود را بدست آورد. این طولانی‌ترین مسابقه در تمام این رقابت‌ها بود، زیرا وقت اضافه آن به‌طور عجیبی شامل چهار زمان ۱۵ دقیقه ای بود و نه دو زمان ۱۵ دقیقه ای که به صورت امروز معمول است.

## شیوه برگزاری

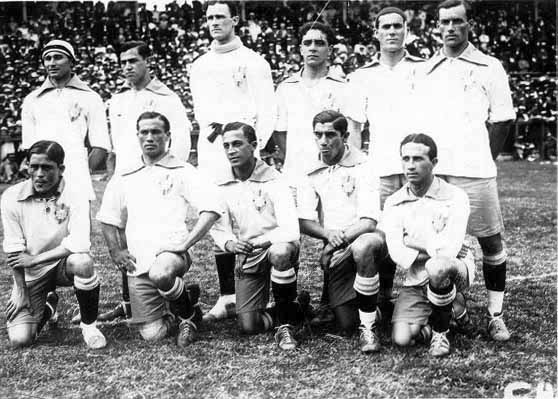
تیم ملی فوتبال برزیل فاتح نخستین قهرمانی برزیل در این مسابقات.

هیچ مسابقه مقدماتی برای ورود به مرحله نهایی مسابقات وجود نداشت. کشورهای شرکت کننده آرژانتین، برزیل، شیلی و اروگوئه بودند. همه تیم‌ها در یک گروه قرار گرفتند و با یکدیگر به رقابت پرداختند. تیمی که بهترین نتیجه را کسب می‌کرد قهرمان مسابقات می‌شد. دو امتیاز برای برد، یک امتیاز برای تساوی و صفر برای یک شکست در نظر گرفته شد.
اگر در جدول رده‌بندی شرایط امتیاز یکسان بود، یک مسابقه پلی آف برای تعیین قهرمان برگزار شد.

## ورزشگاه‌ها
| ریو دو ژانیرو           |
| ----------------------- |
| Estádio das Laranjeiras |
| ظرفیت: ۲۰٬۰۰۰           |
|                         |

## مسابقات
| تیم      | بازی | برد | مساوی | باخت | گل زده | گل خورده | تفاضل گل | امتیاز |
| -------- | ---- | --- | ----- | ---- | ------ | -------- | -------- | ------ |
| برزیل    | ۳    | ۲   | ۱     | ۰    | ۱۱     | ۳        | +۸       | ۵      |
| اروگوئه  | ۳    | ۲   | ۱     | ۰    | ۷      | ۴        | +۳       | ۵      |
| آرژانتین | ۳    | ۱   | ۰     | ۲    | ۷      | ۷        | ۰        | ۲      |
| شیلی     | ۳    | ۰   | ۰     | ۳    | ۱      | ۱۲       | −۱۱      | ۰      |

| برزیل                                                     | ۶–۰ | شیلی |
| --------------------------------------------------------- | --- | ---- |
| آرتور فریدنریش ۱۹'، ۳۸'، ۷۶' · نکو ۲۱'، ۸۳' · Haroldo ۷۹' |     |      |

| آرژانتین                              | ۲–۳ | اروگوئه                                                    |
| ------------------------------------- | --- | ---------------------------------------------------------- |
| Izaguirre ۳۴' · Varela ۷۹' (گل‌به‌خودی) |     | C. Scarone ۱۹' · هکتور اسکارونه ۲۳' · ایزابلینو گرادین ۸۵' |

| اروگوئه                       | ۲–۰ | شیلی |
| ----------------------------- | --- | ---- |
| C. Scarone ۳۱' · J. Pérez ۴۳' |     |      |

| برزیل                                        | ۳–۱ | آرژانتین      |
| -------------------------------------------- | --- | ------------- |
| Héitor ۲۲' · آمیلکار باربوی ۵۷' · Millón ۷۷' |     | Izaguirre ۶۵' |

| آرژانتین                              | ۴–۱ | شیلی       |
| ------------------------------------- | --- | ---------- |
| Clarcke ۱۰'، ۲۳'، ۶۲' · Izaguirre ۱۳' |     | France ۳۳' |

| اروگوئه                               | ۲–۲ | برزیل        |
| ------------------------------------- | --- | ------------ |
| ایزابلینو گرادین ۱۳' · C. Scarone ۱۷' |     | نکو ۲۹'، ۶۳' |

### بازی تعیین قهرمان (پلی آف)
| برزیل               | ۱–۰ (وقت اضافه) | اروگوئه |
| ------------------- | --------------- | ------- |
| آرتور فریدنریش ۱۲۲' |                 |         |

## نتیجه
| قهرمان جام ملت‌های آمریکای جنوبی ۱۹۱۹ |
| ------------------------------------ |
| · برزیل · اولین عنوان                |

## گلزنان
۴ گل
| - آرتور فریدنریش | - نکو |  |

۳ گل
| - Edwin Clarcke | - Carlos Izaguirre | - Carlos Scarone |

۲ گل
- ایزابلینو گرادین

۱ گل
| - آمیلکار باربوی - Haroldo - Héitor | - Millon - Alfredo France - José Pérez | - هکتور اسکارونه |

گل به خودی
- Manuel Varela (for Argentina)

## عواقب بعدی
روز بعد از فینال، روبرتو چری، دروازه‌بان اروگوئه بر اثر فتق مختنق یا اختناقی (انگلیسی: strangulated hernia) در بیمارستان ریودوژانیرو درگذشت. وی پس از اقدام اشتباه برای متوقف کردن حمله، در جریان مسابقه مقابل شیلی، مجروح شده بود. به دلیل مجاز نبودن تعویض در آن زمان، چری مجبور شد علیرغم شدت مصدومیت بقیه بازی را انجام دهد.
تیم‌های برزیل و اروگوئه برای ۱۹ ژوئن ۱۹۱۹ یک مسابقه دوستانه ("کوپا ریو برانکو") برنامه‌ریزی کرده بودند. با توجه به اینکه اروگوئه از شرکت در این مسابقه به دلیل مرگ غم‌انگیز چری خودداری کرد، آرژانتین پیشنهاد داد که جایگزین تیم اروگوئه شود. پس از پذیرش فدراسیون برزیل، در نهایت مسابقه (که اکنون به نام "کوپا روبرتو چری" برای احترام به این دروازه‌بان شناخته می‌شود) انجام شد. آرژانتین با پوشیدن پیراهن آبی روشن سنتی اروگوئه و برزیل با پیراهن تیم پنارول که چری در آن بازی می‌کرد، وارد زمین شدند.